# Greg Ruggiero
Greg Ruggiero (* 11. April 1977) ist ein US-amerikanischer Jazzmusiker (Gitarre, auch Komposition) des Modern Jazz.

## Leben und Wirken
Ruggiero, der seit 2004 in New York City lebt und in der Tradition der Jazzgitarre von Jazz-Größen der 1950er bis 1970er Jahre spielt, legte 2006 sein Debütalbum Balance (Fresh Sound New Talent) vor, an dem Rob Wilkerson, Frank LoCrasto (Piano), Matt Brewer (Bass) und Tommy Crane (Schlagzeug) mitgewirkt hatten. Neben Originalkompositionen interpretiert er auch Material des Great American Songbook und Swing. In den 2010er-Jahren arbeitete er u. a. regelmäßig im Michael Kanan Trio (Live at Mezzroe (2017), mit Neil Miner) und mit seinem eigenen Trio mit Steve Little am Schlagzeug und Murray Wall am Bass. Des Weiteren trat er mit Warren Vaché, Bill Crow, Frank Morgan, Greg Osby, Mark Turner, Logan Richardson, Jane Monheit und Luisa Sobral auf.
Als Begleitmusiker spielt Ruggiero gegenwärtig (2019) im Ben Zweig Trio und im Lucine Yeghiazaryan Sextet. Im Bereich des Jazz war er zwischen 2006 und 2019 an acht Aufnahmesessions beteiligt, u. a. mit Chris Tordini, ferner mit Logan Richardson (Ethos). Ruggiero lebt in Brooklyn.

## Diskographische Hinweise
- My Little One (Fresh Sound New Talent, 2010), mit Jon De Lucia, Pete Rende, Christian Frederickson, Gary Wang, Dan Rieser, Luisa Sobral
- It's About Time (Swing Alley, 2016), mit Murray Wall, Steve Little